# Твифлинген
Твифлинген (њем. Twieflingen) општина је у њемачкој савезној држави Доња Саксонија. Једно је од 26 општинских средишта округа Хелмштет. Према процјени из 2010. у општини је живјело 737 становника. Посједује регионалну шифру (AGS) 3154023.

## Географски и демографски подаци
Твифлинген се налази у савезној држави Доња Саксонија у округу Хелмштет. Општина се налази на надморској висини од 105 метара. Површина општине износи 18,8 km². У самом мјесту је, према процјени из 2010. године, живјело 737 становника. Просјечна густина становништва износи 39 становника/km².